# Ludowinger

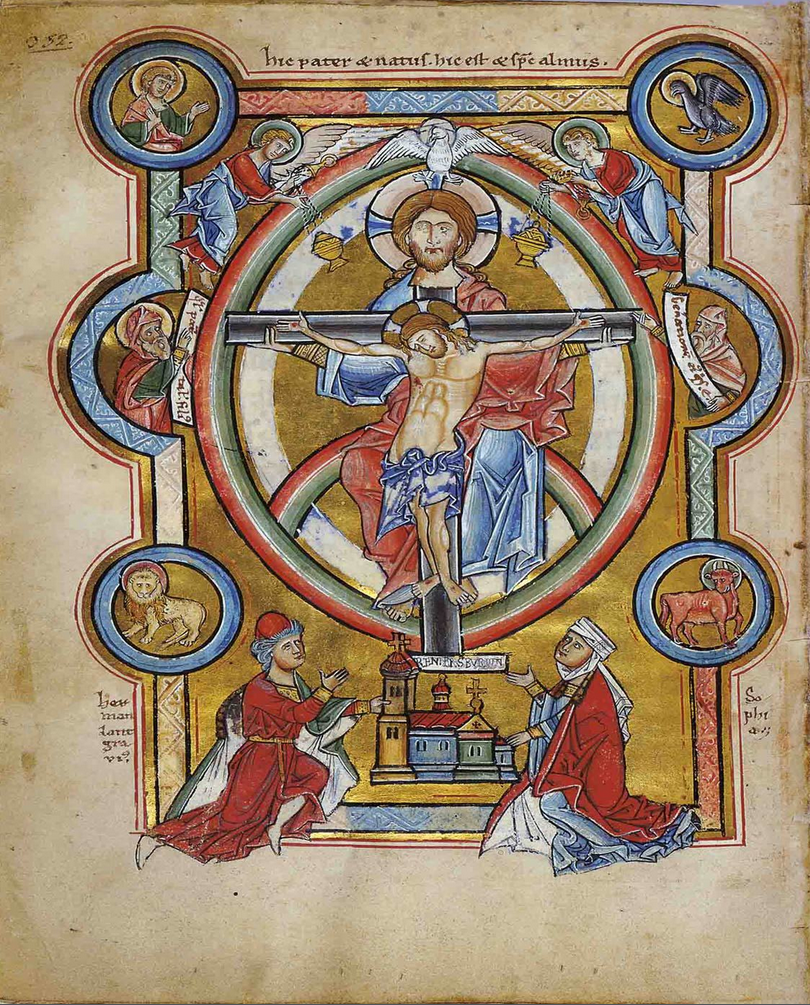
Kloster Reinhardsbrunn, davor Hermann I. und Sophia betend. Darstellung im Elisabethpsalter.

Die Ludowinger waren ein Adelsgeschlecht, das im hochmittelalterlichen Thüringen sowie Hessen- und Lahngau reich begütert war. Ihre bedeutendsten Stadtgründungen waren Eisenach, Gotha, Kassel und Marburg. Ludwig der Bärtige gilt als ihr Ahnherr.
Die Ludowinger waren ab ca. 1080 Grafen in Thüringen, ab 1131 Landgrafen von Thüringen, ab 1137 Grafen in Hessen (Gudensberg) und ab 1180 auch Pfalzgrafen von Sachsen. Der letzte Ludowinger der Stammlinie war Heinrich Raspe IV., Gegenkönig zu Friedrich II. Heinrich starb Anfang Februar 1247 auf der Wartburg. Die Landgrafschaft Thüringen und die Pfalzgrafschaft Sachsen erbte sein Neffe Heinrich III. von Wettin, die Grafschaft in Hessen seine Nichte Sophie von Brabant.

## Geschichte

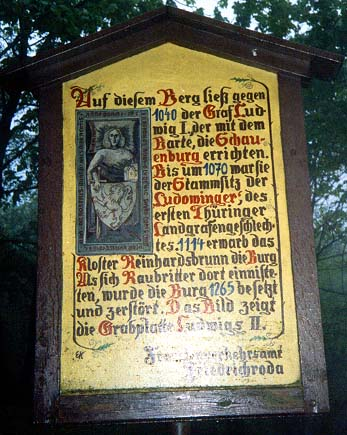
Erläuterungstafel an der Ruine der Stammburg der Ludowinger, der Schauenburg bei Friedrichroda

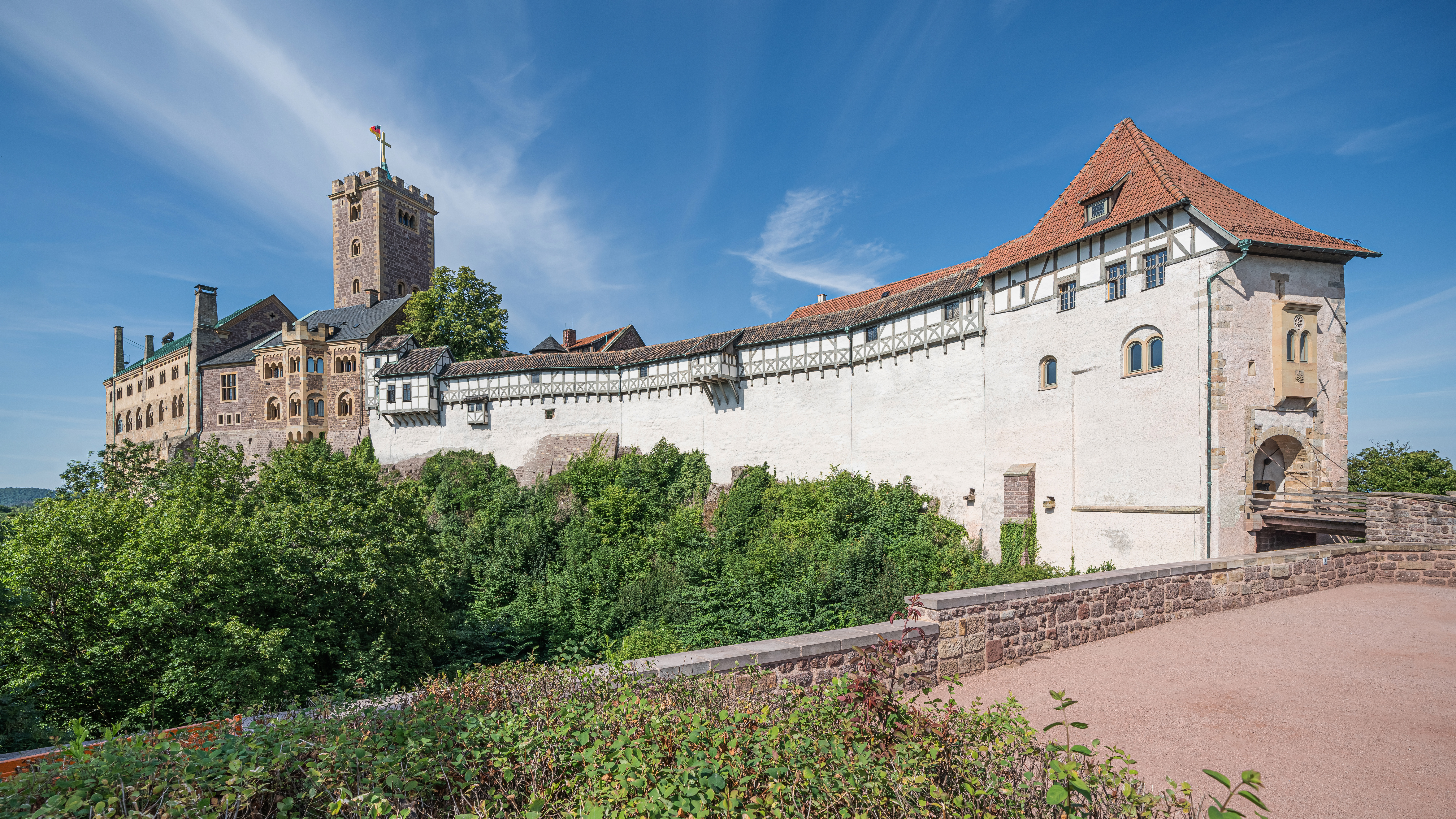
Wartburg über Eisenach

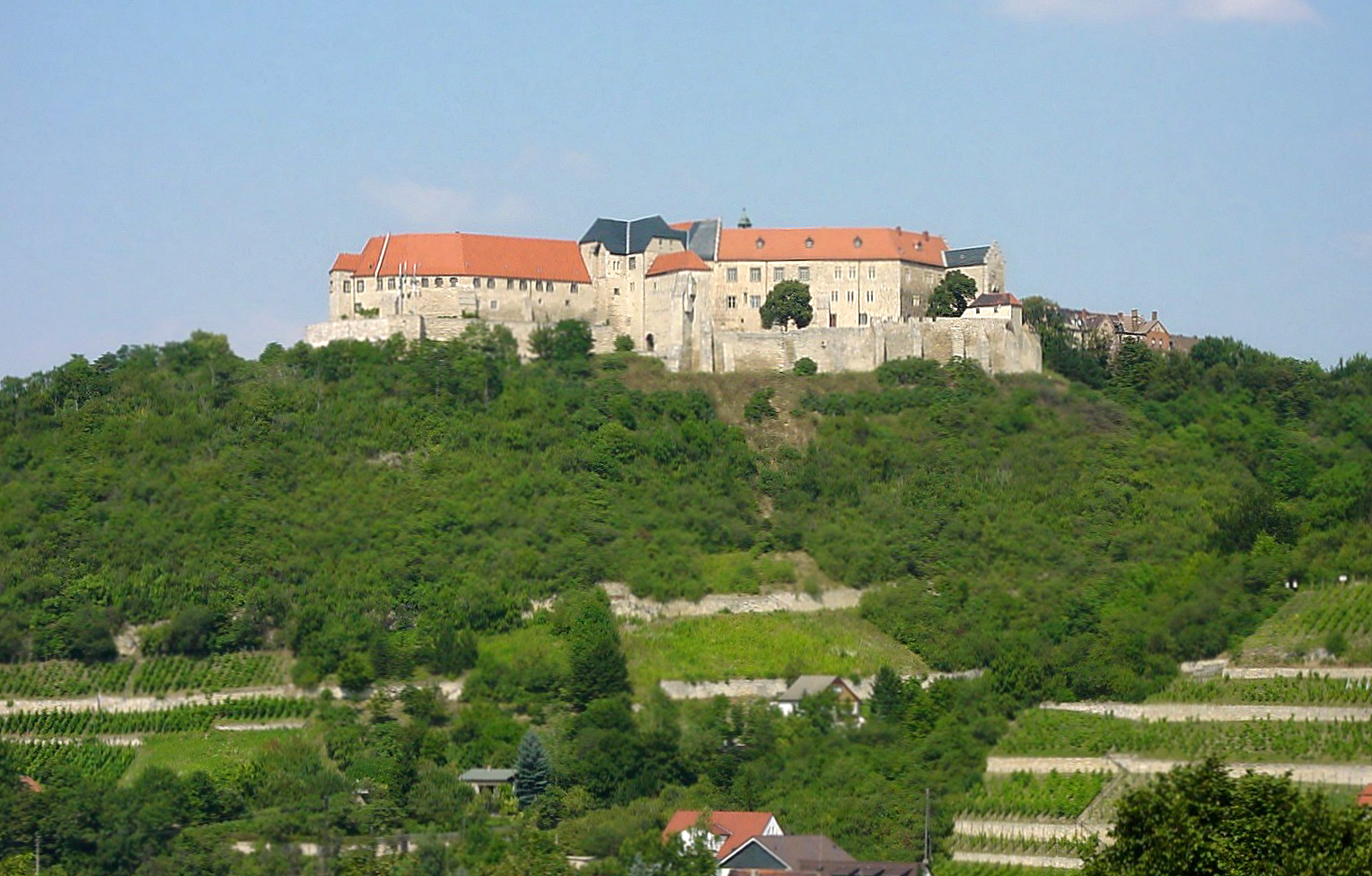
Neuenburg über Freyburg

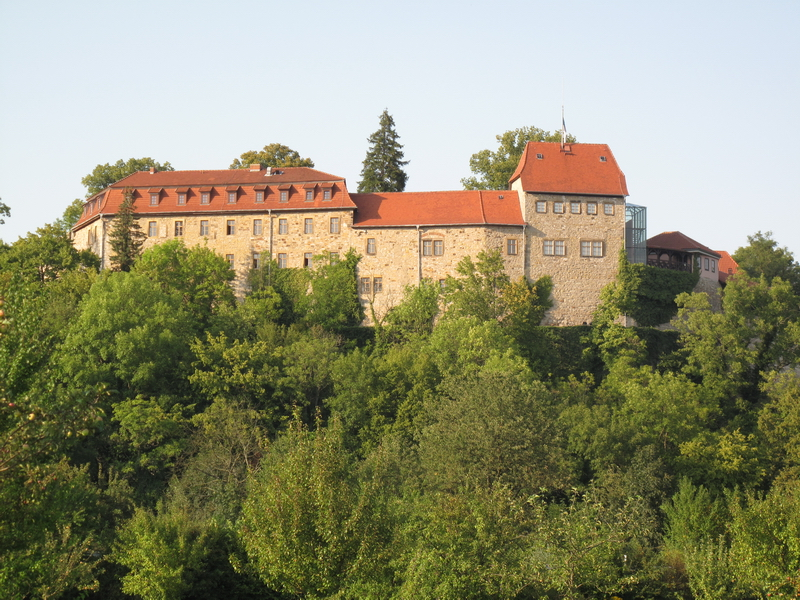
Creuzburg, 1165 bis 1170 erbaut von Ludwig II.

Um 1040 erhielt Ludwig der Bärtige ein Lehen nördlich des Thüringer Waldes und legte die (heute verfallene) Schauenburg bei Friedrichroda an. Allerdings sind diese Ursprünge legendär und beruhen nur auf unzuverlässigen Reinhardsbrunner Quellen.
Ludwigs Söhne Ludwig der Springer und Beringer von Sangerhausen, Kinder mit seiner Frau Cäcilie von Sangerhausen, gründeten um 1080 das Kloster Schönrain. In einer Urkunde von 1100 werden die Brüder als Grafen von Schauenburg bezeichnet.
In der Folgezeit erweiterten die Ludowinger ihren Besitz in Thüringen, beispielsweise um Sangerhausen, das Erbgut Cäcilies, der Gemahlin Ludwigs des Bärtigen († um 1080), und um Besitzungen an der Unstrut, die Adelheid, die Witwe des Pfalzgrafen Friedrich III., in ihre Ehe mit Ludwig dem Springer einbrachte. Letzterer erbaute oberhalb Eisenachs die Wartburg (erstmals genannt 1080) als neue Stammburg und stiftete 1085 mit Reinhardsbrunn das künftige Hauskloster der Familie, in dem Ludwig der Springer starb.
In den Sturmzeiten des Investiturstreites gehörte Ludwig der Springer zu den bedeutenden Gegnern Kaiser Heinrichs V. Auf der ausgeprägt kaiserfeindlichen Haltung des Ludowingers, seiner herausragenden politischen Stellung und auf weiteren Fakten basiert die von Wolfgang Hartmann vertretene These, dass sich unter den berühmten Stifterfiguren im Naumburger Dom auch die Statuen des Wartburg-Erbauers Ludwig und seiner Gattin Adelheid befinden.
Noch vor 1122 erweiterte sich unter Ludwigs Söhnen Ludwig und Heinrich das Herrschaftsgebiet um Besitzungen bei Marburg und Kassel, insbesondere durch die Heirat Ludwigs I. († 1140) mit Hedwig von Gudensberg, der Erbtochter des hessischen Gaugrafen Giso IV., auf Grund derer ihm nach dem Tod von Giso V. 1137 die umfangreiche Erbschaft der Gisonen und der Grafen Werner in Nordhessen zufiel. Die damit erfolgte Verbindung Thüringens mit großen Teilen Hessens endete erst mit dem Thüringisch-Hessischen Erbfolgekrieg. Der hessische Besitz der Ludowinger wurde bis 1247 zumeist von jüngeren Brüdern der Landgrafen verwaltet, die als Grafen von Gudensberg bzw. von Hessen fungierten und in Gudensberg und Marburg residierten; unter ihnen waren Heinrich Raspe I., Heinrich Raspe II., Heinrich Raspe III. und Konrad Raspe.
Ludwig wurde 1131 durch König Lothar III. (von Supplinburg) als Ludwig I. zum Landgrafen erhoben. Damit schied Thüringen als nunmehr reichsunmittelbares Gebiet aus dem Herzogtum Sachsen aus, und die Ludowinger nahmen in Thüringen eine herzogähnliche Stellung ein. Um die Mitte des 12. Jh. wurde die landgräfliche Hauptmünzstätte Eisenach errichtet und etwas später die Gothaer Münze als zweite Münzstätte der Ludowinger. Unter Ludwig II. und Ludwig III. konnte das Territorium der Landgrafschaft erweitert werden, während Hermann I. die Stellung seiner Familie, etwa durch Eheverbindungen seiner Kinder, politisch zu stärken suchte. Zuvor musste Hermann sich gegen die Absicht Kaiser Heinrichs VI. wehren, die Landgrafschaft Thüringen nach dem Tod von Hermanns Bruder Ludwig III. als erledigtes Lehen einzuziehen.
Hermanns Sohn Ludwig IV., der mit der später heiliggesprochenen Elisabeth von Ungarn verheiratet war, hoffte, durch die Vormundschaft über seinen Neffen Heinrich, den minderjährigen Markgrafen von Meißen, an die Mark Meißen zu gelangen. Er erhielt zwar im Jahr 1226 die Eventualbelehnung für die Mark, starb jedoch bereits im Jahr darauf.
Nach dem Tod von Ludwigs IV. Sohn, des nur 19-jährigen Hermann II., erbte 1241 Ludwigs Bruder Heinrich Raspe die Landgrafschaft, die er bereits während der Minderjährigkeit seines Neffen als Regent verwaltet hatte. Ein zweiter Bruder, Konrad Raspe, verwaltete die hessischen Besitzungen des Hauses, trat jedoch 1234 in den Deutschen Orden ein, dessen Hochmeister er bald darauf wurde. Heinrich Raspe, der 1246 zum deutschen Gegenkönig gewählt wurde, starb 1247. Mit seinem Tod starben die Ludowinger in männlicher Linie aus. Heinrich Raspe hatte bereits 1243 für seinen Neffen Heinrich, den Markgrafen von Meißen, die Eventualbelehnung mit der Landgrafschaft Thüringen erwirkt. Dieser konnte nach kriegerischen Auseinandersetzungen 1249 mit dem Weißenfelser Vertrag seine Ansprüche in Thüringen durchsetzen. Diese wurden aber von seiner Cousine Sophie von Brabant, Tochter Ludwigs IV., zunächst nicht anerkannt. Sie versuchte mit Hilfe Albrechts I. von Braunschweig ab 1259 in Thüringen militärisch Fuß zu fassen, wodurch es zum Thüringisch-hessischen Erbfolgekrieg (1247–1264) kam. Nach einer schweren Niederlage bei Beesenstedt nahe Wettin im Oktober 1263 musste sie schließlich 1264 auf alle Ansprüche in Thüringen verzichten, behauptete aber erfolgreich die Ansprüche ihres Sohnes Heinrich auf den hessischen Besitz der Ludowinger, der als Landgrafschaft Hessen eigenständig und 1291 Reichsfürstentum unter dem nunmehrigen Haus Hessen wurde, während Thüringen an die Wettiner fiel, die es später in die Ernestinischen Herzogtümer aufteilten.

## Nachkommentafel

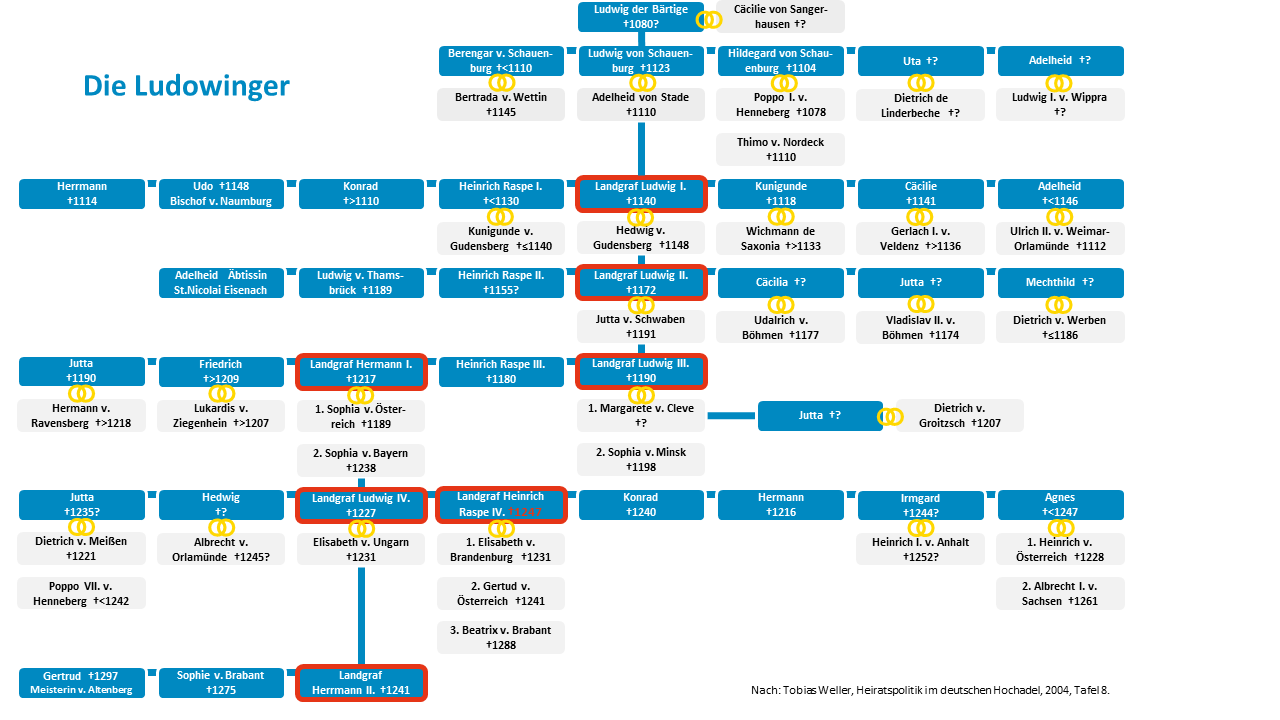
Nachkommentafel der Ludowinger (rot umrandet die Landgrafen von Thüringen)

## Liste der regierenden Ludowinger Grafen und Landgrafen
- Ludwig der Bärtige (Graf von Schauenburg)
- Ludwig der Springer (Graf von Schauenburg von 1080 bis 1123)
- Ludwig I. (1. Landgraf von Thüringen von 1130 bis 1140)
- Heinrich Raspe I. (Graf von Gudensberg von 1123 bis 1130; Reichsturmfähnrich),
- Ludwig II. (2. Landgraf von Thüringen von 1140 bis 1172)
- Heinrich Raspe II. (Graf von Hessen-Gudensberg von 1148 bis 1155)
- Ludwig III. (3. Landgraf von Thüringen von 1172 bis 1190; Pfalzgraf von Sachsen)
- Heinrich Raspe III. (Graf von Hessen-Gudensberg von 1170 bis 1180),
- Hermann I. (4. Landgraf von Thüringen von 1190 bis 1217; Pfalzgraf von Sachsen, Graf in Hessen)
- Ludwig IV. (5. Landgraf von Thüringen von 1217 bis 1227)
- Hermann II. (6. Landgraf von Thüringen von 1227 bis 1241, Graf in Hessen)
- Konrad Raspe (Graf in Hessen von 1231 bis 1234; Hochmeister des Deutschen Ordens)
- Heinrich Raspe IV. (7. Landgraf von Thüringen von 1241 bis 1247, Gegenkönig zu Friedrich II., Pfalzgraf von Sachsen, Graf in Hessen)

## Grabplatten der Ludowinger

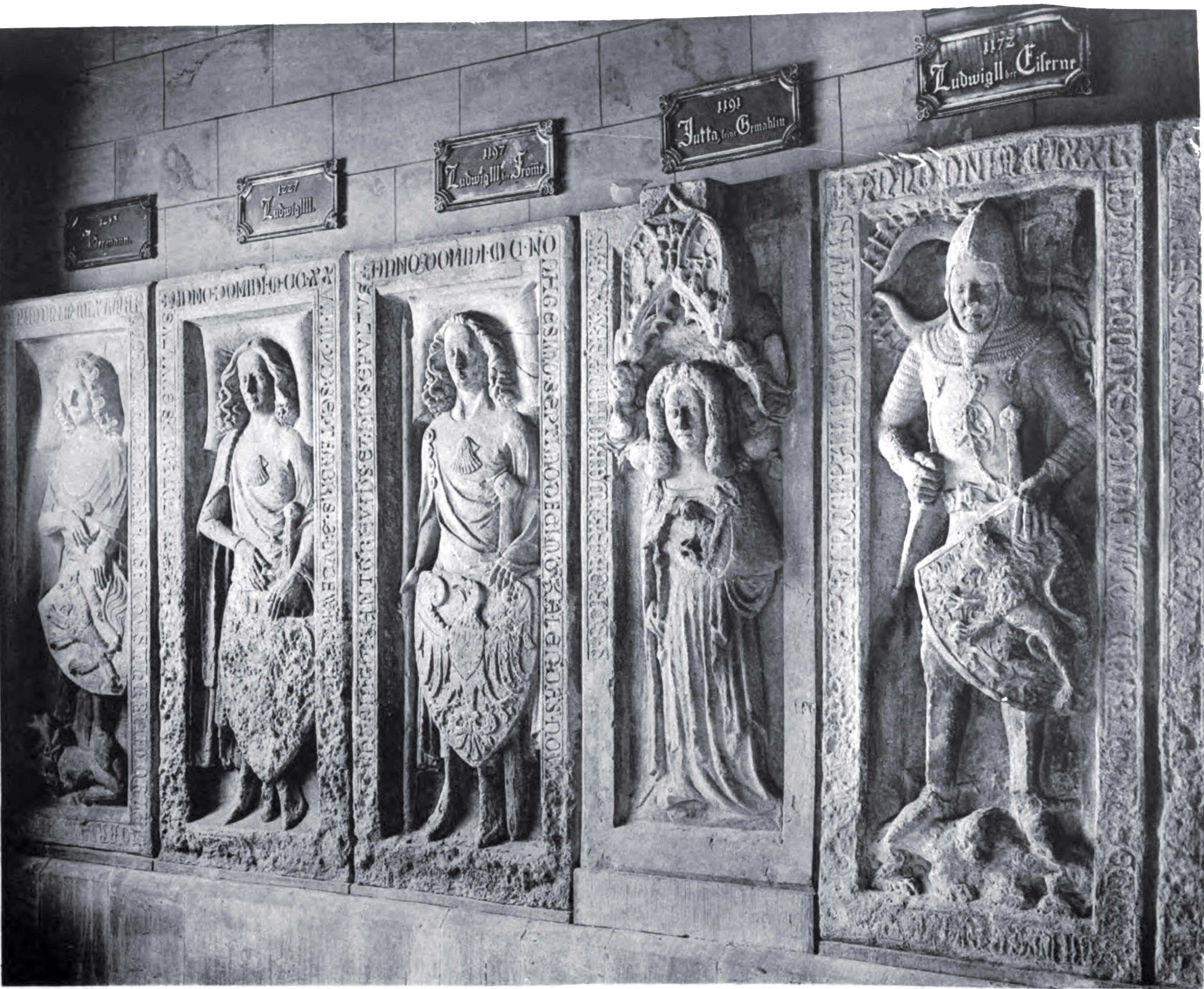
Grabplatten der Thüringer Landgrafen, ehemals an der Westwand der Schlosskapelle Reinhardsbrunn, Fotografie von 1891

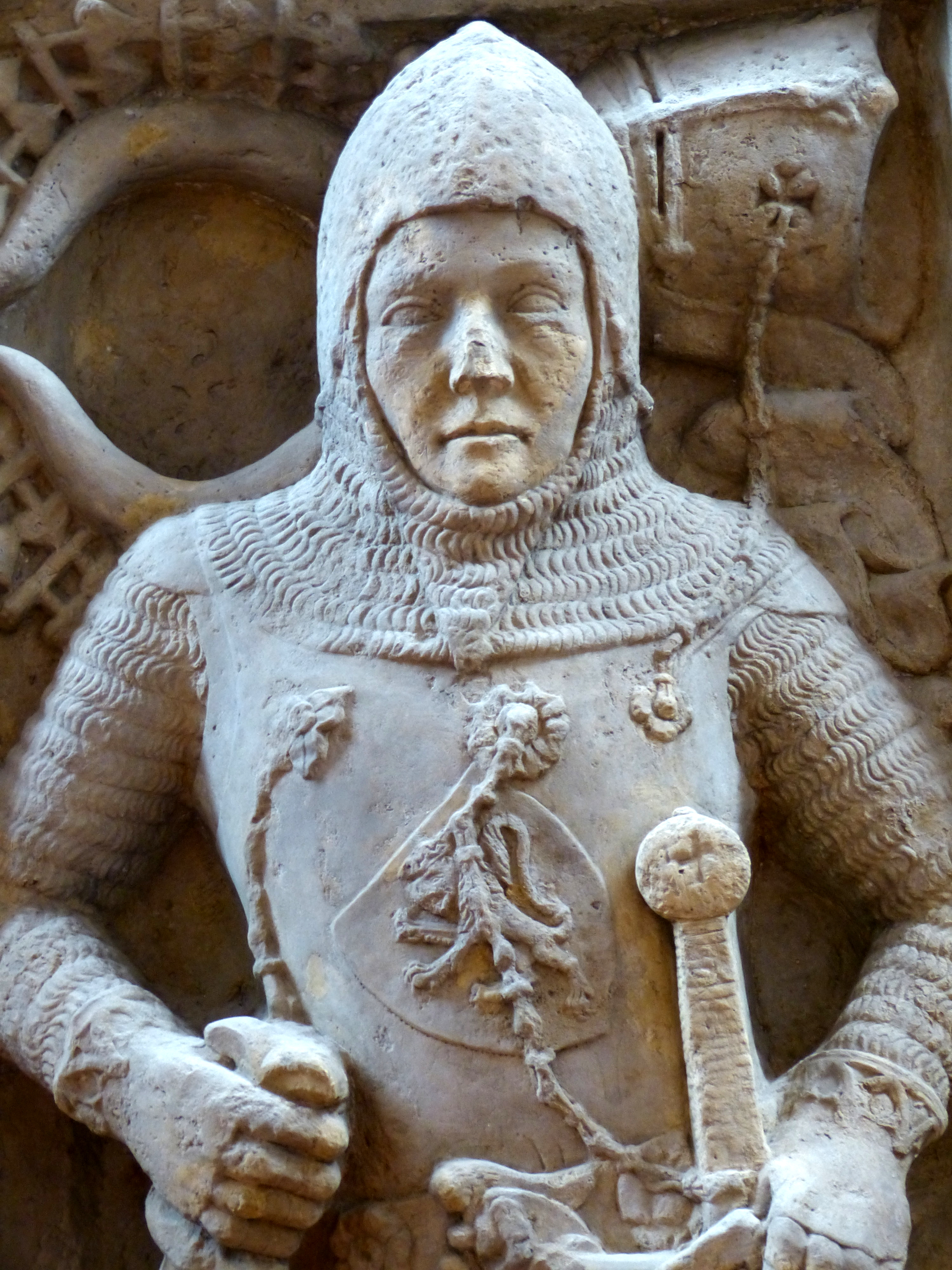
Ludwig II.

Die Grablege der Ludowinger befand sich in ihrem Hauskloster in Reinhardsbrunn, das 1085 Ludwig der Springer in der Nähe der Schauenburg als Benediktinerkloster gestiftet hatte. Nach einem Brand der Klosterkirche von 1292 wurden im 14. Jahrhundert gleichzeitig acht neue, posthume Grabplatten mit qualitätsvollen Idealporträts geschaffen und zwar für Ludwig den Springer († 1123), seine Gemahlin Adelheid von Stade († 1110), ihren Sohn Ludwig I. († 1140), dessen Sohn Ludwig II. († 1172), seine Gemahlin Jutta († 1191), deren Sohn Ludwig III. († 1190), Ludwig IV. († 1227, Sohn des Landgrafen Hermann I., des jüngeren Bruders von Ludwig II.) und dessen Sohn Hermann II. († 1243).
Die Klostergebäude verfielen nach ihrer Plünderung während des Bauernkriegs 1525. Die Grabplatten der Ludowinger wurden 1552 in die Burgkapelle der neu erbauten Burg Grimmenstein verbracht und nach deren Zerstörung 1567 in das ehemalige Gießhaus vor dem Grimmenstein. 1613 ließ Dorothea Maria von Sachsen-Weimar sie ausbessern und im Jahr darauf an der südlichen Außenfront unter einem Schutzdach aufstellen. Nachdem das aufgehobene Kloster Reinhardsbrunn, seit etwa 1600 als sachsen-weimarisches Amtshaus wieder instand gesetzt, ab 1826 für Herzog Ernst I. von Coburg und Gotha zu einem neugotischen Landschloss umgestaltet worden war, wurde die Klosterkirche 1855 abgerissen, jedoch in ihrem Kreuzgangflügel eine neue Schlosskapelle errichtet. Die Grabplatten wurden 1874 von Grimmenstein wieder nach Reinhardsbrunn geholt und im Inneren des Vorbaues der Kirche bzw. im Verbindungsraum von der Kirchgalerie aufgestellt. Als das Schloss in der DDR-Zeit zuerst als Feuerwehr- und Polizeischule genutzt und 1953 als Hotel des „VEB Reisebüro“ umgestaltet wurde, verbrachte man die Grabsteine der Landgrafen 1952 in die Georgenkirche in Eisenach, wo sie bis heute, zusammen mit einigen Grabsteinen von Wettinern, im Chor des Langhauses aufgestellt sind.